# Căn cứ Sông Mao
Căn cứ Sông Mao (còn gọi là Căn cứ hỏa lực Sông Mao) là căn cứ quân sự cũ của Quân đội Mỹ và Quân lực Việt Nam Cộng hòa (QLVNCH) nằm ở phía đông bắc thành phố Phan Thiết, tỉnh Bình Thuận, Việt Nam Cộng hòa.

## Lịch sử
Sông Mao nằm ở phía bắc Quốc lộ 1, cách Phan Thiết khoảng 56 km về phía đông bắc và cách Phan Rang 67 km về phía tây nam. Biệt đội A-113 Biệt kích quân Mỹ từng đóng quân tại đây từ tháng 10 năm 1963.
Tiểu đoàn 3, Trung đoàn 506 Bộ binh Mỹ từng đóng quân tại đây vào đầu tháng 12 năm 1967 để tham dự Chiến dịch Klamath Falls và quay trở lại nơi này một lần nữa vào tháng 5 năm 1968.:187 Ngày 8 tháng 12 năm 1968, Kỵ đội 7, Trung đoàn 17 Kỵ binh Mỹ đang tiến hành tuần tra thì bị Quân Giải phóng miền Nam Việt Nam phục kích gần Sông Mao. Trung sĩ Ray McKibben được truy tặng Huân chương Danh dự vì những hành động dũng cảm của mình.
Kỵ đội 2, Trung đoàn 1 Kỵ binh Mỹ từng đóng quân tại đây từ tháng 6 năm 1969 đến tháng 5 năm 1970.:239 Tiểu đoàn 3, Trung đoàn 503 Bộ binh Mỹ cũng đóng quân tại đây từ tháng 7 đến tháng 8 năm 1969 Ngày 1 tháng 4 năm 1970, ba tiểu đoàn Quân đội Nhân dân Việt Nam (QĐNDVN) đã tấn công căn cứ nằm dưới sự kiểm soát của Kỵ đội 2, Trung đoàn 1 Kỵ binh Mỹ và Trung đoàn 44 QLVNCH, cuộc tấn công này liền bị chặn lại khiến hai lính Mỹ, hai lính miền Nam và 151 lính miền Bắc thiệt mạng.

## Hiện tại
Căn cứ này hiện tại đã được chuyển đổi thành nhà ở và đất nông nghiệp. Sân bay vẫn có thể nhìn thấy rõ trên ảnh vệ tinh.